# NGC 3723
NGC 3723 је елиптична галаксија у сазвежђу Пехар која се налази на NGC листи објеката дубоког неба.
Деклинација објекта је - 9° 58' 8" а ректасцензија 11h 32m 30,5s. Привидна величина (магнитуда) објекта NGC 3723 износи 13,3 а фотографска магнитуда 14,3. NGC 3723 је још познат и под ознакама MCG -2-30-2, NPM1G -09.0433, PGC 35604.